# Blepharita melanomorpha
Blepharita melanomorpha là một loài bướm đêm trong họ Noctuidae.